# Podłoźce
Podłoźce (ukr. Підлозці, Pidłozci) – wieś na Ukrainie, w obwodzie rówieńskim, w rejonie dubieńskim, siedziba hromady. W 2001 roku liczyła 532 mieszkańców, spośród których 525 posługiwało się językiem ukraińskim, 6 rosyjskim, a 1 innym.
W okresie międzywojennym wieś znajdowała się w granicach II RP, wchodząc w skład gminy Jarosławicze w powiecie dubieński, w województwie wołyńskim.